# Ljubica Kolarić-Dumić
Ljubica Kolarić-Dumić (7. kolovoza 1942. Kukujevci, Srijem), hrvatska književnica. Piše poeziju i prozu za djecu i odrasle. 

## Životopis
Osnovnu je školu završila u rodnom mjestu, gimnaziju u Vinkovcima, a Pedagošku akademiju u Rijeci, gdje je radila kao učiteljica Hrvatskoga jezika.   
Osim rada u školi aktivno sudjeluje u mnogim kulturnim zbivanjima. Od 1983. do prestanka izlaženja, bila je član uredničkog vijeća lista Odgoj i osnovno obrazovanje, pisala kolumnu: Prosvjetni radnici - umirovljenici. 
Od 1994. do 2018. godine bila je član prosudbenog povjerenstva za literarni izraz LIDRANO-a za osnovnu i srednju školu Primorsko-goranske županije, a nekoliko godina i natječaja Zlatna ribica za literarne i novinarske radove Hrvatske matice iseljenika za hrvatske škole u inozemstvu. Član je uredničkoga vijeća glasila protjeranih Hrvata iz Srijema, Bačke i Banata Zov Srijema, u kojemu vodi stalnu kolumnu U pohode zavičaju. 
Članica je Društva hrvatskih književnika, Matice hrvatske, Udruge dragovoljaca domovinskog rata od 1991. godine i Hrvatskog svjetskog kongresa. 
Dobitnica je Godišnje nagrade Grada Rijeke za 2006. godinu, za izniman doprinos dječjoj književnosti i poetskoj riječi za djecu., Nagrade za životno djelo na području književnosti, Subotica, 2016., Nagrade za životno djelo Društva hrvatskih književnika, Vinkovci, 2019. Pjesme su joj prevedene na slovenski, talijanski, albanski, romski i ukrajinski jezik. Tradicionalna je gošća Mjeseca hrvatske knjige.
Prvom zbirkom pjesama Raskrižje javlja se 1983. godine. 
Objavljuje u časopisima, knjigama, glasilima, kalendarima i novinama: Školske novine, Zagreb, Klasje naših ravni, Subotica, Hrvatski Tovarnik, Zagreb, Hrvatski kalendar, Chicago, Hrvatski kalendar, Pecs, Flaka e Vellazerimit, Priština, Zvona, Rijeka, Blaženi Alojzije Stepinac, Zagreb, Glasnik sv. Josipa, Karlovac, Riječ, Rijeka, Jezik, Zagreb,  Županija, Rijeka, Državnost, Zagreb, Smib, Zagreb, Mali koncil, Zagreb, Glas Koncila, Zagreb, Hrvatsko slovo, Zagreb, Književna Rijeka, Rijeka, Kršni zavičaj, Humac, Prvi izbor, Zagreb, Radost, Zagreb, Modra lasta, Zagreb i u dječjim listovima osnovnih škola,  Stjepko Težak, Đuro Vidmarović, Ante Selak, Branko Pilaš, Marko Kljajić, Stjepan Hranjec, Ivo Zalar, Ana Pintarić, 
Knjige su joj ilustrirali Ivica Antolčić, Vjekoslav Vojo Radoičić, Ivan Balažević i Laura Herceg, a pjesme uglazbili: Ljuboslav Kuntarić, Josip degl' Ivellio, Natalija Banov, Doris Kovačić, Suzana Štefanić, Stjepan Mikac, Mario Anton Kamenar i Ksenija Sobotinčić Štropin. 
Pjesme i priče za djecu uvrštene su u časopise, čitanke za Hrvatski jezik, Priručnike za učitelje razredne nastave, u Metodiku Hrvatskoga jezika u razrednoj nastavi Marinka Lazzaricha, UFRI, Rijeka, 2017., u udžbenik Glazbene kulture za 1. 2. i 3. razred osnovne škole, Mirjana Žužić i Doris Kovačić: Glazbene čarolije, Profil International, Zagreb, 2007.    

## Djela
- Raskrižje (pjesme) Otokar Keršovani, Rijeka, 1983.
- Sva u srcu (pjesme) Školske novine, Zagreb, 1985.
- Vratit ću se, Zemljo (pjesme) Školske novine, Zagreb, 1991.
- Molitva za Hrvatsku (pjesme)Tiskara Rijeka, Rijeka, 1992.
- Stazama jutra (pjesme) Hrvatsko filološko društvo, Rijeka,1995.
- Uz baku je raslo moje djetinjstvo (priče za djecu) Biblioteka: Srijemski Hrvat, Zagreb,1997., 2010., Hrvatska riječ, Subotica, 2011.
- S vjetrom kroz godinu (slikovnica), Adamić, Rijeka, 1999.
- Od proljeća do proljeća (slikovnica) Adamić, Rijeka, 2003. 2004.
- Izašli iz priče (slikovnica) Adamić, Rijeka, 2005.
- Obasjana suncem (pjesme) Hrvatsko filološko društvo, Rijeka, 2005.
- Igrajmo se radosti (pjesme za djecu) Hrvatska riječ, Subotica, 2006., Biblioteka Srijemski Hrvat, Zagreb, 2008.
- Ja se mraka ne bojim (slikovnica) Adamić, Rijeka, 2008., Srijemski Hrvat, Zagreb, 2010., DHK, Ogranak Rijeka, 2013., ALFA d.d. Zagreb, 2015.
- Rijeko, grade djetinjstva sretnog, Pjesmarica, notni zapis i nosač zvuka, Biblioteka Srijemski Hrvat, Zagreb, 2008.
- Ususret svojoj zvijezdi, Panonski institut / Pannonisches institut,Pinkovac / Guttenbaech, Austrija, 2010.
- Pjesma o zmajevima, Školska knjiga, Zagreb, 2011.
- Vijenac od čekanja, RINAZ, Rijeka, 2012.
- Moje srijemske priče - Zašto, Kukujevci?, Zagreb, 2018.
- Čudnovata godina (slikovnica) Hrvatska riječ, Subotica, 2018.
- Stopama mojih predaka, Izabrane pjesme, Ogranak Matice hrvatske, Rijeka, 2020.
- Igrajmo se radosti, Izabrane pjesme za djecu i mlade, Biblioteka Srijemski Hrvat, Zagreb, 2021.

## Vanjske poveznice
- https://www.ffos.unios.hr/download/20.pdf
- https://www.hkv.hr/razgovori/25058-ljubica-kolaric-dumic-zivim-i-pisem-kao-da-nikada-nisam-otisla-iz-kukujevaca.html
- http://dhk-rijeka.com/  Arhivirana inačica izvorne stranice od 10. siječnja 2016. (Wayback Machine)
- http://www.nsk.hr/odabrano-je-17-naslova-za-natjecaj-best-book-design-from-all-over-the-world-i-izlozbu-book-art-international/  Arhivirana inačica izvorne stranice od 20. veljače 2016. (Wayback Machine)
- [neaktivna poveznica]
- http://www.alfa.hr/pretraga/kolari%C4%87

- https://akademija-art.hr/2021/06/22/ljubica-kolaric-dumic-stopama-mojih-predaka-procitajte-izabrane-pjesme/
h  Arhivirana inačica izvorne stranice od 9. travnja 2022. (Wayback Machine) tt]
- ttps://www.bib.irb.hr/519843
- http://ana-horvat-poetry.net/prozna-djela/pismoprica/pdf/pdf-02.pdf
- https://hrvatskonebo.org/2016/09/18/igor-zic-ljubica-kolaric-dumic-pjesnikinja-tuge/
- https://pubhtml5.com/homepage/oorv
- http://www.drustvopjesnikaantunivanosic.hr/vase%20pjesme.html  Arhivirana inačica izvorne stranice od 21. ožujka 2023. (Wayback Machine)
- https://www.stav.com.hr/tekuca-kritika/zeljka-lovrencic-korijeni-jaci-od-svega-ljubica-kolaric-dumic/  Arhivirana inačica izvorne stranice od 21. prosinca 2021. (Wayback Machine)
- http://www.skolskenovine.hr/upload/tjednik/00-24-03_200325094512.pdf  Arhivirana inačica izvorne stranice od 20. ožujka 2022. (Wayback Machine)